# NGC 6513
NGC 6513 est une galaxie lenticulaire barrée située dans la constellation d'Hercule. Sa vitesse par rapport au fond diffus cosmologique est de 5 852 ± 39 km/s, ce qui correspond à une distance de Hubble de 86,3 ± 6,1 Mpc (∼281 millions d'al). NGC 6513 a été découverte par l'astronome allemand Albert Marth en 1864.